# Tàu điện ngầm Buenos Aires
Tàu điện ngầm Buenos Aires (tiếng Tây Ban Nha: Subterráneo de Buenos Aires), địa phương gọi là Subte (phát âm tiếng Tây Ban Nha: [subte], từ subterráneo - 'ngầm') là một hệ thống tàu điện ngầm phục vụ khu vực trung tâm của Buenos Aires, Argentina. Phần đầu tiên của mạng lưới này (Plaza de Mayo-Plaza Miserere) mở cửa vào năm 1913. Mạng lưới mở rộng nhanh chóng trong những thập niên đầu của thế kỷ 20, nhưng tốc độ mở rộng giảm mạnh sau chiến tranh thế giới thứ hai. Trong cuối thập niên 1990 hệ thống được tiếp tục mở rộng, với quy hoạch bốn tuyến mới. Tuy nhiên, tốc độ mở rộng phần lớn không đáp ứng kịp nhu cầu giao thông vận tải của thành phố và một lần nữa mạng lưới đã trở nên đông đúc. Hiện nay, mạng lưới đường ray ngầm có sáu tuyến với tổng chiều dài 51,6 km, phục vụ 83 nhà ga.